# Combat d'Inabohane et Ebahlal
Guerre du Mali
Batailles
Le combat d'Inabohane et Ebahlal se déroule lors de la guerre du Mali.

## Prélude
En avril 2014, des affrontements ont lieu au nord du Mali entre les djihadistes et les hommes du MNLA. Vers la fin du mois, une fusillade aurait eu lieu dans la zone de Kel Hendak, près de Boureïssa, dans la région de Kidal. Des personnels de l'ONU évoquent également des affrontements près de Tessalit, mais ces combats ne sont pas rapportés par le MNLA.

## Déroulement
Un autre combat éclate quelques jours plus tard, le 29 avril. Des éléments du MNLA et de l'ex-MUJAO, depuis rallié à Al-Mourabitoune se seraient rencontrés par hasard dans le cercle de Bourem et auraient engagé le combat.
Les affrontements durent deux jours, ils commencent le 29, à Inabohane, puis s'achèvent le lendemain, vers midi, à Ebahlal,.

## Pertes
Les premiers bilans du MNLA communiqués à RFI font état de deux à quatre tués et trois blessés du côté des rebelles touaregs et de six ou sept morts et neuf prisonniers pour les islamistes. 
Finalement selon le communiqué du MNLA, publié par le porte-parole Mossa Ag Attaher, le bilan des combats est de quatre morts et un blessé du côté du MNLA, contre sept tués et neuf prisonniers chez les islamistes. Parmi ces derniers figureraient des Arabes et des Touaregs de nationalité malienne, ainsi que des Algériens,.
Interrogés par RFI, l'armée malienne affirme n'avoir aucun détail sur ces évènements. En revanche les Français de l'Opération Serval et les casques bleus de la MINUSMA déclarent disposer d'informations similaires, sans pouvoir toutefois être en mesure de les confirmer.